# Pio Canossini
Pio Canossini, né au XIXe siècle à Reggio d'Émilie, est un graveur romantique italien du XIXe siècle. Il gravait principalement au burin.

## Biographie
Peu est connu sur la naissance de Pio Canossini, sauf qu'il est né au XIXe siècle à Reggio d'Émilie. Il a étudié auprès de Prospero Minghetti et Paolo Toschi. Une de ses œuvres les plus connues est sa gravure de Ferdinand II de Médicis d'après Antonio Ferri. À l'école de Minghetti, il était concurrent à la gravure sur cuivre avec Domenico Bosi, Felice Segnani et Lodovico Pelli.

## Œuvres
Liste non-exhaustive de ses gravures :
- Ritratto di Ferdinando II De' Medici, eau-forte et burin d'après un dessin d'Antonio Ferri, d'après Giusto Sustermans, 19 × 25 cm, entre 1837 et 1842, Musei Civici di Monza[3].